# Чердабаев, Магауия Тажигариевич
Магауия Тажигариевич Чердабаев (23 июля 1946, посёлок Доссор, Макатский район, Атырауская область, Казахская ССР, СССР — 18 сентября 2021) — казахский учёный, Доктор экономических наук (2001), профессор (2001), Заслуженный деятель Казахстана (2006), академик Международной Академии Наук Экологии и Безопасности Жизнедеятельности (МАНЭБ) (2000), академик Национальной Инженерной Академии РК (2002).

## Биография
Магауия Тажигариевич Чердабаев родился 23 июля 1946 года в посёлке Доссор, Гурьевской (ныне Атырауской) области.
В 1962 году окончил среднюю школу им. В.Г. Белинского в посёлке Доссор;
В 1973 году окончил Жамбылский гидромелиоративно-строительный институт по специальности инженер-механик;
В 1985 году окончил Московский институт нефтехимической и газовой промышленности имени И.М Губкина по специальности инженер-экономист.

## Трудовая деятельность
В 1962—1968 годы — шлифовальщик Доссорского авторемонтного завода, оператор по добыче нефти и газа Объединения нефтедобывающей промышленности Казахской ССР «Казахстаннефть»;
В 1973—1978 годы — старший инженер, начальник Базы Производственного Обслуживания Балыкшинского Управления Разведочного Бурения Производственного объединения «Эмбанефть»;
В 1978—1981 годы — командировка в Афганистан в группе советских геологов-нефтяников, заместитель руководителя группы;
В 1981—1984 годы — главный технолог Прикаспийского Управления Разведочного Бурения Производственного объединения «Эмбанефть»;
В 1984—1991 годы — заместитель генерального директора, секретарь партийного комитета Производственного объединения «Эмбанефть»;
В 1988 - 1991 годы — член Бюро городского комитета, член областного комитета Гурьевской области, член совета секретарей партийных комитетов области и Министерства нефтяной промышленности СССР;
В 1991 - 2021 годы — генеральный директор, Председатель Наблюдательного совета СП «Эмбаведьойл»;
В 1996 - 2021 годы  — по совместительству, старший преподаватель, заведующий кафедрами «Экономика нефтегазовой промышленности», «Управление нефтегазовым комплексом», профессор, член, Председатель Попечительского Совета, Председатель Совета ветеранов Атырауского Университета Нефти и Газа им. Сафи Утебаева;
В 1999—2012 год — депутат Атырауского областного маслихата II, III и IV созывов. Все три созыва избирался председателем постоянной комиссии маслихата по экономике, бюджету, финансам, развитию предпринимательства, аграрным вопросам и экологии;
В 2002 - 2021 годы  — президент Общественного объединения Казахская академия «Экология и безопасность жизнедеятельности» КАРО МАНЭБ.

## Научные, литературные труды
М.Т. Чердабаев автор более 200 научных трудов, монографий и книг, охватывающие широкий спектр тем, от истории открытия и развития новых нефтегазовых месторождений до анализа формирования и функционирования нефтегазодобывающих компаний в контексте рыночной экономики. В своих трудах он также затрагивал вопросы применения инновационных технологий при добыче углеводородов, предлагал концепции развития малых и средних нефтедобывающих компаний, а также анализировал экологические аспекты деятельности нефтегазового сектора, включая воздействие на окружающую среду и методы снижения этого воздействия.
Имел 10 авторских свидетельств и патентов, член редакционной коллегии Международного журнала «Природопользование и проблемы антропосферы».

## Награды и звания
- Победитель социалистического соревнования СССР (1975-1977);
- Медаль СССР «Ветеран труда» (1989);
- Орден Курмет (2001)[2];
- Орден Парасат (2014);
- Медаль «100 лет казахстанской нефти» (1999);
- Медаль «Ветеран войны в Афганистане» (2000);
- Медаль «Ветеран боевых действий» (2005);
- Медаль «10 лет Парламенту Республики Казахстан» (2006);
- Медаль «За особые заслуги» (2006),
- Медаль «20 лет маслихатам Казахстана» (2014);
- Медаль «25 лет маслихатам Казахстана» (2019);
- Медаль «120 лет казахстанской нефти» (2019);
- «Почетный разведчик недр Республики Казахстан» (2003);
- «Заслуженный деятель Казахстана» (2006);
- «За заслуги в развитии науки Республика Казахстан» (2006);
- «Мұнай-газ саласының еңбек сіңірген қызметкері» (2014);
- «Мұнай-газ кешенін дамытуға қосқан үлесі үшін» (2019);
- Почётный гражданин Макатского района Атырауской области (2004);
- Почётный гражданин Жылыойского района Атырауской области (2014);
- Почётный гражданин Атырауской области (2017);
- Почётный гражданин г. Атырау (2018);
- Почётный профессор Таразский государственный университет имени М. Х. Дулати (2006);
- Почётный профессор Атырауский государственный университет имени Х. Досмухамедова (2006);

## Учёное звание
- Кандидат экономических наук (1996);
- Доктор экономических наук, профессор (2001);
- Академик Международной академии наук Экологии и Безопасности Жизнедеятельности (2000);
- Академик Национальной инженерной академии Республики Казахстан (2002).